# Unpretty
Unpretty (englisch für „Unschön“) ist ein Lied der US-amerikanischen R&B- und Hip-Hop-Band TLC, das im Februar 1999 erschien.

## Entstehung und Veröffentlichung
Geschrieben wurde das Lied von TLC-Mitglied Tionne Watkins (T-Boz) und dem US-amerikanischen Musiker Dallas Austin. Letzterer zeichnete zudem auch für die Produktion verantwortlich. Aufgrund ihrer Sichelzellkrankheit verbrachte T-Boz längere Perioden im Krankenhaus, wodurch sie mit Depressionen zu kämpfen hatte. Dort im Krankenhaus kam sie auf die Idee zu Unpretty, nachdem sie eine Folge der US-amerikanischen Talkshow Ricki Lake gesehen hatte, in der die Männer in der Show Frauen als „fette Schweine“ bezeichneten. Sie schrieb das Lied als Gedicht nieder und gab ihn Austin. Austin wollte die Musik von TLC in einen Folk- und Alternative-Rock-Sound integrieren, schrieb ihn aber zunächst als akustischen Poptitel, da er so die Band besser verstehen würde.
Die Erstveröffentlichung von Unpretty erfolgte am 22. Februar 1999 bei den Musiklabels Arista Records und LaFace Records, als Teil des dritten TLC Studioalbums FanMail (Katalognummer: 73008 26155 2). Am 2. August desselben Jahres erschien das Lied als zweite Singleauskopplung aus dem Album. Diese erschien am gleichen Tag als 2-Track-CD-Single mit einem Remix als B-Seite (Katalognummer: 74321 68254 2) sowie als CD-Maxi-Single mit fünf verschiedenen Versionen des Liedes (Katalognummer: 74321 68253 2).

## Musikvideo
Das Musikvideo entstand unter der Regie von Paul Hunter, wurde im Juni 1999 in Valencia (Kalifornien, USA) gedreht und kostete über 1,6 Millionen Dollar. Neben dem regulären Video entstand auch eine gekürzte Fassung, die sogenannte „Children’s Version“, in der Solo-Handlungsstränge von Watkins und Bandkollegin Lisa Lopes entfernt wurden, da einige der Szenen als zu explizit angesehen wurden.
Das Video beginnt damit, dass die TLC-Mitglieder eine Meditationshütte betreten. Als die drei Frauen zu meditieren beginnen, wird eine Sondenkamera losgelassen, um Bilder von Kämpfen im täglichen Leben aufzunehmen, die Vignetten verschiedener Geschichten miteinander verbinden, die sich auf den Text des Liedes beziehen. Mehrere Aufnahmen von TLC beim Meditieren und in einem rosa und violetten Blumenfeld werden immer wieder im Video gezeigt. Die Hauptserie der Vignetten zeigt eine junge Frau, dargestellt von Bandmitglied Chilli, und einen übergewichtigen Teenager (gespielt von der Schauspielerin Tamika Katon-Donegal). Chillis Freund überredet sie, sich Brustimplantate stechen zu lassen, um ihre bescheidene Oberweite zu vergrößern. Nachdem sie jedoch sieht, wie eine andere Patientin (gespielt von der Sängerin Jade Villalon) im Krankenhaus ihre Implantate schmerzhaft entfernt bekommt, flieht die Frau aus Angst aus dem Krankenhaus und wird später im Streit mit ihrem Freund gezeigt, als sie ihn dabei erwischt, wie er Zeitschriften von vollbusigen Frauen liest. Das andere Mädchen macht sich Sorgen, ob es dem "idealen" Bild des zierlichen Supermodels entspricht und hat deshalb mit Bulimie zu kämpfen. Gegen Ende des Videos reißt sie jedoch die unrealistischen Bilder von Models, die sie an ihre Wand geheftet hat, herunter und zieht sich einen Badeanzug an.
Eine andere Vignette zeigt Watkins als Highschool-Schülerin, die von zwei weißen Kindern belästigt wird, weil sie ein Mädchen ist, nur um von ihrem Lehrer gerettet zu werden, der die weißen Kinder wegschickt und ihre Sachen für sie zurückholt. Die letzte Vignette zeigt Lopes als Innenstadtfrau, die ihrer Freundin in ihrem Auto ihre Strophe aus "I’m Good at Being Bad" vorspielt. Sie stoßen auf eine Stadtgang, die von einer rivalisierenden Bande angesprochen wird, die beginnt, sie zu bedrohen. Die beiden Gangs beginnen zu kämpfen, der so heftig wird, dass Messer und Schusswaffen im Spiel sind und Lopes und ihre Freundin sich in Deckung ducken, als ihre Autoscheibe beschädigt wird. Als der Kampf nachlässt, verlässt Lopes das Auto, um den verbleibenden Verletzten und kaum bewusstlosen Überlebenden zu helfen. Einer der Überlebenden wurde durch einen Stich ins Herz tödlich verletzt, also übt Lopes Druck auf seine Brust aus, um die Blutung zu stoppen, und betet, während sie auf das Eintreffen der Polizei warten. Lopes tritt auch in den "Unpretty"-Performance-Aufnahmen auf, in denen er den Songtext in amerikanischer Gebärdensprache rezitiert.

## Rezeption
Stacy Lambe von VH1 charakterisierte dem Titel einen „Alternative-Rock-Vibe“.
Bei den Grammy Awards 2000 wurde das Lied in den Kategorien Song of the Year (Lied des Jahres) und Beste Pop-Darbietung eines Duos oder einer Gruppe mit Gesang nominiert.

## Kommerzieller Erfolg

### Chartplatzierungen
| ChartsChartplatzierungen       | Höchstplatzierung | Wochen |
| ------------------------------ | ----------------- | ------ |
| Deutschland (GfK)              | 16 (14 Wo.)       | 14     |
| Österreich (Ö3)                | 24 (8 Wo.)        | 8      |
| Schweiz (IFPI)                 | 9 (15 Wo.)        | 15     |
| Vereinigte Staaten (Billboard) | 1 (32 Wo.)        | 32     |
| Vereinigtes Königreich (OCC)   | 6 (11 Wo.)        | 11     |

| ChartsJahrescharts (1999)      | Platzierung |
| ------------------------------ | ----------- |
| Deutschland (GfK)              | 98          |
| Vereinigte Staaten (Billboard) | 20          |

### Auszeichnungen für Musikverkäufe
| Land/Region                  | Auszeichnungen für Musikverkäufe (Land/Region, Auszeichnung, Verkäufe) | Verkäufe |
| ---------------------------- | ---------------------------------------------------------------------- | -------- |
| Australien (ARIA)            | Platin                                                                 | 70.000   |
| Neuseeland (RMNZ)            | Gold                                                                   | 5.000    |
| Schweden (IFPI)              | Platin                                                                 | 30.000   |
| Vereinigte Staaten (RIAA)    | Gold                                                                   | 500.000  |
| Vereinigtes Königreich (BPI) | Silber                                                                 | 200.000  |
| Insgesamt                    | 1× Silber · 2× Gold · 2× Platin ·                                      | 805.000  |

Hauptartikel: TLC (Band)/Auszeichnungen für Musikverkäufe

## Coverversionen
- 2011: Dianna Agron feat. Lea Michele (Album: Glee the Music, Vol. 6)